# Ammonifikation
Die Ammonifikation ist ein Teilprozess des Stickstoffkreislaufs und des Abbaus organischer Stoffe in Ökosystemen. Hierbei wird der Stickstoff aus stickstoffhaltigen organischen Stoffen durch mikrobielle Prozesse in Form von Ammoniak (NH3) freigesetzt.
Viele Destruenten (Bakterien, Archaeen und Pilze) sind in der Lage, Ammoniak aus organischen Stickstoffverbindungen abzuspalten. Beispielsweise kann Ammoniak aus Aminosäuren, die in den Proteinen enthalten sind, durch Desaminierung abgespalten werden; auch Aminozucker werden desaminiert. Außerdem kann Ammoniak durch Hydrolyse von Harnstoff gebildet werden. Bei dieser Reaktion wird Harnstoff (CO(NH2)2) durch das Enzym Urease zu Ammoniak (NH3) und Kohlenstoffdioxid (CO2) umgesetzt:
Aus Ammoniak, das in Wasser gelöst ist, entstehen Ammoniumionen. Da dabei Hydroxidionen entstehen, ist die entstehende Lösung alkalisch. Das Mengenverhältnis von Ammoniak zu Ammonium-Ionen ist vom pH-Wert abhängig:
Ammonifikation bewirkt so eine Alkalisierung des Milieus.
Siehe auch: Nitrifikation, Denitrifikation, Transport (Biologie), Desaminierung